# 蠣崎季廣
蠣崎季廣（日语：かきざき すえひろ；永正4年〔1507年〕－文祿4年〔1595年〕）乃是日本戰國時代至安土桃山時代的大名，亦是統治蝦夷（今北海道）的蠣崎氏第5代家督。

## 生涯
蠣崎季廣於永正4年（1507年）出生，生父為蠣崎氏第4代家督蠣崎義廣。天文14年（1545年）義廣逝世後，季廣繼承其位，成為第5代家督。
其父義廣與蝦夷的原住民阿伊努族對立，雙方衝突不斷。季廣繼位家督後，與父親背道而行，改採懷柔政策。天文18年（1549年，但另有一說天文20年〔1551年〕）他與東蝦夷（知內）酋長知可毛太尹（（日語）チコモタイン）、西蝦夷（瀨田內）首領哈希太尹（（日語）ハシタイン）和解，確立了道南地方的統治權。三方言定知內至上之國（北海道靠日本海一側）南邊為和人活動範圍、北邊則屬蝦夷人；哈希太尹擔任上之國天川的蝦夷役，知可毛太尹則任東部的蝦夷役。天文21年（1552年）蠣崎家制定「夷狄商舶往還法（（日語）夷狄の商舶往還の法度）」，凡是在蝦夷地靠岸的商船皆須繳稅，並分配權利給前述兩個蝦夷役。此舉無異壟斷了本州對阿伊努族的交易，並握有後者之支配權。
不過此時的蠣崎家只不過是安東氏支配下的一個大名，為此季廣不得不屢次配合安東家在軍事上的要求。但季廣亦非省油的燈，他陸續嫁出13名女兒，與奧州的諸大名建立了姻親關係，從而在系譜上與安東家形成對等關係，也可說實質上季廣將蠣崎家自安東家獨立出來。
後來他的長子舜廣、次子明石元廣被毒殺，天正11年（1582年）季廣退位隱居，由三男蠣崎慶廣（即後來的松前慶廣）繼位。文祿4年（1595年）逝世，享壽89歲。

## 家臣
- 松前慶廣
- 小平季遠
- 長門廣益
- 蠣崎基廣